# Patrick Chamoiseau
Patrick Chamoiseau (Forte da França, Martinica - 3 de Dezembro de 1953) é um escritor francês. Autor de romances, contos e ensaios, Chamoiseau também já escreveu para teatro e cinema.O Prêmio Goncourt lhe foi concedido em 1992.

## Biografia
Depois de ter estudado Direito e Economia Social na França e inspirado pelas ideias do poeta Édouard Glissant, Chamoiseau passou a se interessar por etnografia, principalmente pela cultura crioula e por grupos étnicos em desaparecimento na Martinica. Em 1986, publicou seu primeiro romance, Chronique des sept misères.
Em 1988, publicou Solibo magnifique, obra sobre a busca da identidade do povo da Martinica através do retorno às antigas práticas sociais.
Em 1989, em associação com Jean Bernabé e Raphaël Confiant escreveu Éloge de la créolité, um manifesto do movimento pela cultura crioula e, no mesmo ano, Lettres créoles, em parceria com Confiant, um livro sobre a história da literatura na ilha.
A consagração literária de Chamoiseau ocorreu em 1992, quando ganhou o Prêmio Goncourt com seu romance Texaco, uma epopeia que narra a vida de três gerações distintas, da escravidão aos dias atuais. Essa obra foi traduzida para o português por Rosa Freire D'Aguiar e editada pela Companhia das Letras em 1993.

## Le Marqueur de Paroles
Sua obra destaca os principais traços da cultura da Martinica, sobretudo do povo e de seus combates diários. Chronique des sept misères evoca o triste destino dos djobeurs, uma espécie de faz-tudo dos mercados de Fort-de-France, cuja presença se torna cada vez mais rara. A obra lamenta o desaparecimento de uma criatividade que alimentava a identidade crioula. Em Chronique des sept misères, Chamoiseau denuncia a aculturação dos martinicanos, que teve início com o processo de departamentalização da ilha.
Texaco explora a história moderna da Martinica. De forma bastante original, o romance revisita a epopeia dos habitantes de um bidonville de Fort-de-France na luta para preservar certos costumes autenticamente crioulos. Texaco é reconhecida como uma das maiores obras antilhanas do final do século XX.
Buscando restituir as formas de expressão crioula, Chamoiseau resgata em suas obras a oralidade dos velhos contadores de história da Martinica, o que faz dele uma espécie de marqueur de paroles.

## Autobiografias de Infância
Chamoiseau evocou sua infância em uma trilogia intitulada Une Enfance créole, composta pelas obras: Antan d'enfance (1990), Chémin d'école (1994) e À bout d'enfance (2005).
A obra Antan d'enfance, ganhadora do Prix Carbet de la Caraïbe (1990), foi traduzida por Elen de Amorim Durando, como parte de sua dissertação de mestrado intitulada "Uma obra crioula em prisma: a tradução de Antan d'enfance, de Patrick Chamoiseau", defendida na Universidade de São Paulo em 2012.

## Obras
- Manman Dlo contre la fée Carabosse, Éditions caribéennes, 1981.
- Chronique des sept misères, romance, Gallimard, 1986.
- Solibo magnifique, romance, Gallimard, 1988.
- Au temps de l'antan, contos crioulos, Hatier, 1988.
- Martinique, ensaio, Ed. Hoa-Qui, 1990.
- Éloge de la créolité, ensaio, Gallimard, 1989 (com Jean Bernabé e Raphaël Confiant).
- Antan d'enfance, Hatier, 1990.
- Lettres créoles: Tracées antillaises et continentales de la littérature, Haïti, Guadeloupe, Martinique, Guyane (1635-1975, ensaio, 1991 (com Raphaël Confiant).
- Texaco, romance, Gallimard, 1992, Prix Goncourt (Edição brasileira: Texaco. Tradução de Rosa Freire D'Aguiar. São Paulo: Companhia das Letras, 1993).
- Une enfance créole 1, Antan d'enfance, autobiografia, 1993, Prix Carbet de la Caraïbe.
- Martinique, ensaio, 1994 (com V. Renaudeau).
- Guyane: Traces-Mémoires du bagne, ensaio, 1994.
- Une enfance créole 2, Chemin d'école, autobiografia, 1994.
- Écrire en pays dominé, ensaio, 1997.
- L'Esclave vieil homme et le molosse, conto, 1997.
- Émerveilles, 1998.
- Elmire des sept bonheurs: Confidences d'un vieux travailleur de la distillerie Saint-Etienne, ensaio, 1998 (com Jean-Luc de Laguarigue).
- Case en pays-mêlés, 2000 (com Jean-Luc de Laguarigue).
- Métiers créoles: Tracées de mélancolie, Hazan, 2001 (com Jean-Luc de Laguarigue).
- Biblique des derniers gestes, romance, 2002, Prix Spécial du Jury RFO.
- Les bois sacrés d'Hélénon, 2002 (com Dominique Berthet).
- Le commandeur d'une pluie; l'accra de la richesse, 2002 (com William Wilson).
- Livret des villes du deuxième monde, 2002.
- Une enfance créole 3, À bout d'enfance, autobiografia, 2005.
- Un dimanche au cachot, romance, 2007.
- Quand les murs tombent; l'identité nationale hors-la-loi?, ensaio, 2007 (com Edouard Glissant).
- Les Neuf consciences du Malfini, romance, 2009.
- L'intraitable beauté du monde - adressé à Barack Obama, ensaio, 2009 (com Edouard Glissant).
- Manifeste pour les "produits" de haute nécessité, manifesto, 2010, coletivo.
- Le Papillon et la lumière, conto filosófico, 2011.
- L'Empreinte à Crusoé, romance, 2012.
- Hypérion victimaire: Martiniquais épouvantable, romance policial, 2013.

## Roteiros
- L'Exil du roi Behanzin (1994), de Guy Deslauriers.
- Le Passage du Milieu (2000), de Guy Deslauriers.
- Biguine (2004), de Guy Deslauriers.
- Nord-Plage (2004).
- Aliker (2008), de Guy Deslauriers.

## Desenhos Animados
- Encyclomerveille d'un tueur, Delcourt, 2009 (tome 1) - com desenhos de Thierry Segur.

## Filmografia
- Patrick Chamoiseau à la Bibliothèque universitaire des Antilles et de la Guyane, le 23/10/1992, Pointe-à-Pitre, 1992 (VHS).
- Un imaginaire pour une mondialité à faire, documentário realizado por Federica Bertelli, constituído de dois encontros com Patrick Chamoiseau e Édouard Glissant, editado em DVD pela revista "Les Périphériques vous parlent".

## Distinções e Prêmios
- Prix Goncourt (1992), por Texaco (1992).
- Prix Carbet de la Caraïbe, por Antan d'enfance (1993).
- Prix Spécial du Jury RFO, por Biblique des derniers gestes (2002).
- Prix du Livre RFO, por Un dimanche au cachot (2008).
- Commandeur des Arts et des Lettres (2010).

## Estudos sobre Chamoiseau
- AUZAS, Noémie. Chamoiseau ou les voix de Babel. Paris: Imago, 2009.
- CHANCÉ, Dominique. Patrick Chamoiseau, écrivain postccolonial et baroque. Paris: Honoré Champion, 2010.
- KASSAB-CHARFI, Samia. Patrick Chamoiseau. Paris: Institut Français / Gallimard, 2012.
- KNEPPER, Wendy. Patrick Chamoiseau: A Critical Introduction. Jackson: University Press of Mississippi. 2012.
- McCUSKER, Maeve. Patrick Chamoiseau: Recovering Memory. Liverpool: Liverpool University Press, 2007.
- MILNE, Lorna. Patrick Chamoisea: Espaces d'une écriture antillaise. New York/Amsterdam: Rodopi, 2006.
- RÉJOUIS, Rose-Myriam. Veillées pour les mots: Aimé Césaire, Patrick Chamoiseau et Maryse Condé. Paris: Karthala, 2005.